# Ego (begrip)
Ego (uit het Latijn) betekent in de letterlijke betekenis "ik". In het algemeen gebruikt men het woord 'ego' voor het object dat men met het woord "ik" aanduidt.

## Identificatie
In het normale spraakgebruik bedoelt men met het woord "ik" het "subject". Het woord "ego" gebruikt men algemeen voor de identificatie van het zelf met een onjuist denkbeeld. Als "zelfbeeld" is het dus onecht in die zin, dat het denkbeeld over zichzelf niet overeenkomt met de werkelijkheid. Men spreekt bijvoorbeeld over iemand met een groot "ego", als die persoon bijvoorbeeld van zichzelf vindt dat hij erg belangrijk is, terwijl dat voor velen in de werkelijkheid niet zo blijkt te zijn. In dat geval wordt het subjectieve "ik" tot object van verschillende beschouwingen. Als iemand sterk op zichzelf is gericht, zich als een afgescheiden identiteit voelt, dan wordt zo iemand egocentrisch genoemd. Bij zelfzucht spreekt men van egoïsme.

## Psychologie
Sigmund Freud gebruikte het woord Ich voor het ego dat zich tussen het Es en het über-ich bevindt. Jung stelt dat er een onderscheid is tussen het ego en "het Zelf". Bij hem staat de zelfverwerkelijking of individuatie centraal: het wegnemen van de identificatie met het ego. Wanneer het individuatieproces op gang komt, gaat men zichzelf (het eigen ego) steeds meer realistisch waarnemen. Men ziet dat men zelf ook slechte eigenschappen heeft, dat wordt de ontmoeting met de schaduw genoemd. Dan gaat men de projectie van de eigen slechte eigenschappen op anderen doorzien: men wordt wijzer en krijgt meer zelfkennis.

## Filosofie en religie
Het ego wordt in de filosofie en religie vaak aangeduid met het begrip "ziel". In het hindoeïsme kent men het begrip atman dat "zelf" betekent. M.K. Gandhi wordt Mahatma Gandhi genoemd, omdat men vindt dat hij een "groot-zelf" is: een maha-atma. Dan verplaatst het begrip ego zich van een persoonlijk ego naar een reïncarnerend ego. Dit lijkt op het idee van individuatie van Jung. In de Indische cultuur bedoelt men dan juist dat zijn ego (persoonlijkheid) klein is maar zijn zelf (atman) groot. Zie over het ontstaan van het ego in het Boeddhisme: reïncarnatie.

## Esoterie
In de esoterie en meer in het bijzonder de theosofie, wordt het woord "ego" gebruikt voor het gereflecteerde bewustzijn dat daardoor tot zelfbewustzijn wordt. Men maakt een onderscheid tussen verschillende soorten "ego's"; het menselijk ego en het reincarnerend ego.